# Washington C. Whitthorne
Washington C. Whitthorne (Marshall megye, 1825. április 19. – Columbia, 1891. szeptember 21.) az Amerikai Egyesült Államok szenátora (Tennessee, 1886–1887).